# Henry Middleton (Politiker, 1770)

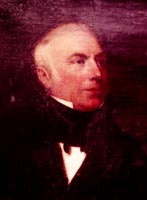
Henry Middleton

Henry Middleton (* 28. September 1770 in London, England; † 14. Juni 1846 in Charleston, South Carolina) war ein US-amerikanischer Politiker und von 1810 bis 1812 Gouverneur des Bundesstaates South Carolina.

## Frühe Jahre und politischer Aufstieg
Henry Middleton entstammte einer prominenten Familie aus South Carolina. Sein gleichnamiger Großvater Henry Middleton war im Oktober 1774 der zweite Präsident des Kontinentalkongresses gewesen. Sein Vater Arthur Middleton war ebenfalls Mitglied des Kontinentalkongresses und einer der Unterzeichner der Unabhängigkeitserklärung der Vereinigten Staaten. Der junge Henry wurde als Privatschüler in England und dann auf der Familienplantage Middleton Place in Charleston erzogen. Zwischen 1787 und 1800 lebte er abwechselnd in England und auf der Plantage. 1802 wurde er als Mitglied der Demokratisch-Republikanischen Partei in das Repräsentantenhaus von South Carolina gewählt. Dieses Mandat behielt er bis 1810. In diesem Jahr wechselte er zunächst in den Staatssenat, ehe er zum Gouverneur von South Carolina gewählt wurde.

## Gouverneur von South Carolina
Middleton trat sein Amt am 10. Dezember 1810 an und behielt es bis zum 1. Dezember 1812. In dieser Zeit wurde ein Gesetz verabschiedet, das kostenlose Schulen für Kinder aus ärmeren Familien einführte. Das beherrschende Thema jener Zeit war der Konflikt mit England, der schließlich zum Krieg von 1812 führte. Während der Debatte vor Kriegsausbruch entsandte South Carolina drei Delegierte nach Washington, unter ihnen John C. Calhoun, der damals, genau wie die anderen beiden Delegierten, ein eifriger Verfechter des Krieges war. Calhoun verfasste auch den Text der Kriegserklärung.  Nach Ausbruch des Krieges von 1812 musste Gouverneur Middleton auch in South Carolina Truppen zur Unterstützung der Streitkräfte mobilisieren. Im Dezember 1812 durfte er aufgrund einer Verfassungsklausel nicht für eine direkte Wiederwahl kandidieren.

## Weitere Karriere
Nach dem Ende seiner Amtszeit wurde Henry Middleton von 1815 bis 1819 Abgeordneter im Repräsentantenhaus in Washington. Präsident James Monroe ernannte ihn 1820 zum US-Botschafter in Russland. Dieses Amt behielt er bis 1830, als er nach South Carolina zurückkehrte, wo gerade die Nullifikationskrise zwischen der Bundesregierung unter Präsident Andrew Jackson und radikalen Politikern aus South Carolina auf ihren Höhepunkt zusteuerte. In diesem Konflikt wurde er Kopf der Unionspartei. Calhoun und andere radikale Kräfte forderten erfolglos den Austritt South Carolinas aus der Union. Anschließend zog sich Middleton aus der Politik zurück. Er starb im Juni 1846 auf seiner Plantage bei Charleston.
Henry Middleton war mit Mary Helen Hering verheiratet, mit der er zehn Kinder hatte. Sein Sohn Williams Middleton (1809–1883) gehörte zu den Mitunterzeichnern der Sezessionserklärung von South Carolina im Dezember 1860.